# García Ramírez von Viguera
García Ramírez († vor 1013) war vermutlich der dritte und letzte König von Viguera aus dem Haus Jiménez. Er war der zweite Sohn des Königs Ramiro Garcés von Viguera († 981) und Bruder von Sancho, der vermutlich zuerst dem Vater nachgefolgt war.
García war verheiratet mit einer Frau namens Toda, mit der er mindestens zwei Töchter hatte:
- Toda Garcés († nach 1050);[2] ⚭ mit Fortún Sánches (X 1054), Herr von Nájera.
- Fronilda Garcés († nach 1054).[1]

Ob García wie auch sein älterer Bruder Sancho wie ihr Vater als Könige in Viguera regiert hatten, ist aus zeitgenössischen Urkunden und Chroniken nicht zu erschließen. Beide treten lediglich in zwei Urkunden ihres Onkels, König Sancho II. Abarca von Navarra, aus den Jahren 991 und 992 als Zeugen auf, ohne dabei mit einer königlichen Titulatur benannt zu werden, was darauf schließen lässt, dass der Onkel nicht gewillt war, ihnen das Unterkönigreich ihres Vaters zu belassen. Allerdings wird García in je einer Urkunde seiner Töchter aus den Jahren 1050 und 1054 rückwirkend als König bezeichnet. Für das Jahr 1013 ist ein gewisser Fortún Ozoiz als Herr von Viguera urkundlich belegt. Antonio Ubieto Arteta hat daraus geschlussfolgert, dass die Töchter Garcías nach dessen Tod ihre Erbrechte auf Viguera an ihren Vetter, König Sancho III. von Navarra, für anderweitige Vergünstigungen abgetreten hatten, so dass dieser einen seiner Gefolgsmänner in die Herrschaft über die Stadt hat einsetzen können. Der Ehemann von Toda, Fortún Sánchez, ist 1030 am navarresischen Hof in der Würde eines princeps und ab 1035 als Herr von Nájera belegt, was offenbar den Ausgleich für den Herrschaftsverzicht seiner Frau in Viguera darstellte.
Das genaue Sterbejahr von García Ramírez ist nicht bekannt, allerdings wird er mit dem bei muslimischen Geschichtsschreibern so bezeichneten „großen Graf“ (qūmis kabīr) identifiziert, der im Jahr 1009 den Sohn des Almansor, Abd ar-Rahman Sanchuelo, im Kampf um die Herrschaft über das Kalifat von Córdoba unterstützte und mit diesem in Córdoba von Muhammad II. al-Mahdi hingerichtet wurde.